# Rey de Corazones
Rey de Corazones, también conocida como Rey por inconveniencia, (título original en francés: Le Roi de Cœur) es una comedia dramática francesa estrenada en 1966 dirigida por Philippe de Broca y protagonizada por Alan Bates.

## Argumento
En octubre de 1918, cuando la Gran Guerra está a punto de terminar, un pequeño pueblo de Francia espera la liberación de los [Ejército Imperial Alemán|ocupantes alemanes]]. Los alemanes, que se retiran, conectan el reloj autómata de la plaza principal para que detone una bomba cuando el caballero mecánico toque la campana a medianoche, haciendo estallar el depósito de municiones y todo el pueblo. El barbero del pueblo, un agente de los Aliados, escucha y transmite la noticia de la inminente explosión. Los residentes abandonan rápidamente el pueblo, dejando atrás sus casas, negocios, y el asilo para locos. El barbero muere mientras transmite a los Aliados, y solo consigue transmitir que el almacén explotará cuando "el caballero ataca a medianoche".
El coronel envía a Charles Plumpick, cuya especialidad es cuidar palomas de guerra, no explosivos, para desarmar la bomba. Necesita descubrir el significado de la frase “el caballero ataca a medianoche”.
Plumpick llega a la ciudad con dos palomas en una jaula y necesita evadir a los soldados alemanes. Se cuela en el manicomio, se pone un pijama y se mezcla con los internos que se presentan como el Duque de Tréboles y Monseñor Margarita. Cuando Plumpick se presenta como “el Rey de Corazones”, los internos lo aceptan con deferencia y los alemanes lo pasan por alto. De vuelta en la ciudad, Plumpick queda inconsciente al caer un poste, sin darse cuenta de que los internos abandonan el manicomio, ocupan la ciudad y asumen los roles de los habitantes del lugar, incluidos los de obispo, madame de burdel, prostitutas, barbero, director de circo, artistas de circo, bomberos, soldados, duque y duquesa. Al recuperar la conciencia, Plumpick no tiene motivos para que pensar que las personas que quedan en el pueblo no son quienes parecen ser, salvo por la forma colorida y divertida en la que viven sus vidas, tan en desacuerdo con los tiempos temerosos y devastados por la guerra.
El barbero, su supuesto contacto, no reconoce la frase clave “Al atún le gusta volar” y no ayuda a la misión de Plumpick. El “General Geranio” no puede indicarle dónde está el depósito de municiones. Una de las palomas mensajeras de Plumpick es derribada por los alemanes, que interpretan erróneamente el mensaje como que el depósito de municiones ha sido desmantelado. Al encontrar el manicomio vacío, por fin Plumpick se da cuenta de quiénes están ocupando la ciudad. Los lunáticos coronan a Plumpick como el “Rey de Corazones” con una pompa surrealista mientras él intenta frenéticamente encontrar la bomba. La madame le presenta a la joven e inocente Amapola, una neófita ansiosa por ayudar a olvidar la guerra que los rodea. Plumpick advierte de la inminente explosión a medianoche, pero todos se encogen de hombros y viven el día. Como “rey”, decide guiarlos a todos fuera de la ciudad para ponerlos a salvo. Los internos lo siguen hasta el borde de la ciudad, pero se niegan a adentrarse más en el peligroso mundo desconocido. Cuando se acerca la medianoche, casi se da por vencido.
A las tres de la medianoche, Plumpick está mirando la torre del reloj con Amapola, anticipando el final. Amapola comenta que el caballero saldrá a la medianoche. De repente, Plumpick comprende y sube a la torre del reloj para evitar que el caballero mecánico toque la campana. Mientras lucha por desalojar la campana, el caballero se acerca, golpea la cabeza de Plumpkin en lugar de la campana y luego se retira. La ciudad se salva.
Al amanecer, los alemanes marchan hacia la ciudad mientras el coronel británico ordena a sus hombres que se alineen, incluido Plumpick. Plumpick se une a la formación, pero Amapola y las mujeres lo sacan de la formación mientras se aleja. A pesar de sus protestas, llevan a su "rey", atado y amordazado, a un balcón con vista a la plaza para ver cómo las tropas británicas y alemanas se enfrentan y se matan a tiros. Plumpick es el único soldado que queda con vida.
Un vigía anuncia que miles de "libertadores" están convergiendo por todos los lados. Los internos, que no quieren encontrarse con los “extraños”, deciden irse y regresar al manicomio.
Plumpick y su paloma sobreviviente reciben medallas por su misión. Mientras es transportado con las tropas pasando el manicomio, Plumpick salta del camión, se deshace de su rifle y uniforme, y se presenta en la puerta del manicomio, completamente desnudo, su única posesión la jaula con su paloma favorita. Los internos dan la bienvenida con alegría a su “Rey de Corazones” y todos están de acuerdo en que nunca más los abandonará.
La película plantea la pregunta: “¿Quiénes están más locos, los internos del manicomio o los soldados del campo de batalla?”

## Comentarios
Cuando fue estrenada en Francia en 1966 no tuvo mucho éxito ni en la taquilla ni entre los críticos. Sin embargo, cuando se lanzó en los Estados Unidos un año después, logró convertirse en una película de culto, estando en proyección cinco años en el Central Square Theater de Cambridge, Massachusetts.

## Reparto
| - Jacques Balutin - Alan Bates - Daniel Boulanger (no mencionado en los créditos) - Pierre Brasseur - Jean-Claude Brialy - Geneviève Bujold - Pier Paolo Capponi - Adolfo Celi | - Françoise Christophe - Madeleine Clervanne - Marc Dudicourt - Julien Guiomar - Palau - Micheline Presle - Michel Serrault |